# HMS 아이언 듀크 (1912년)
HMS 아이언 듀크(HMS Iron Duke)는 영국 해군의 아이언 듀크급 전함 중 네임십으로 취역 후 얼마 안 되어 본토함대의 기함이 되었다. 유틀란트 해전에도 참가하였으며, 1차대전이 끝나고 해체되거나 표적함으로 전락한 3척의 자매함과는 달리 2차 대전동안 탐지함 등으로 활동하였으며, 제 2차 세계대전이 끝나고 1946년에 함적에서 제적, 1948년 글래스고에서 해체되었다. 양차대전 동안 워싱턴 군축조약에 의하여 이 함은 포술연습전함으로 분류되어 어뢰발사관과 B,Y 함포를 제거하였다. 그리고 1939년에는 X 터렛의 자리에 2기의 4.5인치 포가 장비되었다.